# Campionat d'escacs de Romania
El Campionat d'escacs de Romania és una competició d'escacs organitzada des de 1926 per determinar el campió nacional de Romania. La competició va esdevenir anual a partir de 1946, i s'havia celebrat irregularment amb anterioritat.

## Quadre d'honor masculí
| Any     | Ciutat                | Campió                                  |
| ------- | --------------------- | --------------------------------------- |
| 1926    | Sibiu                 | Alexandru Tyroler                       |
| 1927    | Bucarest              | Alexandru Tyroler                       |
| 1929    | Iaşi                  | Alexandru Tyroler                       |
| 1930    | Cernăuţi              | János Balogh                            |
| 1931    | Bucarest              | Stefan Erdélyi                          |
| 1932    | Bucarest              | Boris Kostić                            |
| 1933-4  | Bucarest              | Stefan Erdélyi                          |
| 1935    | Bucarest              | Heinrich Silbermann                     |
| 1936    | Bucarest              | Ivan Halic                              |
| 1943    | Bucarest              | Petre Seimeanu                          |
| 1946    | Bucarest              | Octav Troianescu                        |
| 1947    | Brașov                | Traian Ichim                            |
| 1948    | Bucarest              | Toma Popa                               |
| 1949    | Bucarest              | Stefan Erdélyi                          |
| 1950    | Bucarest              | Ion Balanel                             |
| 1951    | Bucarest              | Tudor Flondor Gheorghe-Gicǎ Alexadrescu |
| 1952    | Bucarest              | Victor Ciocâltea                        |
| 1953    | Bucarest              | Ion Balanel                             |
| 1954    | Bucarest              | Octav Troianescu                        |
| 1955    | Bucarest              | Ion Bǎlǎnel                             |
| 1956    | Bucarest              | Octav Troianescu                        |
| 1957    | Bucarest              | Octav Troianescu                        |
| 1958    | Bucarest              | Ion Bǎlǎnel                             |
| 1959    | Bucarest              | Victor Ciocâltea                        |
| 1960    | Bucarest              | Florin Gheorghiu                        |
| 1961    | Bucarest              | Victor Ciocâltea                        |
| 1962    | Bucarest              | Florin Gheorghiu                        |
| 1963    | Bucarest              | Teodor Ghiţescu                         |
| 1964    | Bucarest              | Florin Gheorghiu                        |
| 1965    | Bucarest              | Florin Gheorghiu                        |
| 1966    | Bucarest              | Florin Gheorghiu                        |
| 1967    | Bucarest              | Florin Gheorghiu                        |
| 1968    | Bucarest              | Octav Troianescu                        |
| 1969    | Bucarest              | Victor Ciocâltea                        |
| 1970    | Bucarest              | Victor Ciocâltea                        |
| 1971    | Bucarest              | Victor Ciocâltea                        |
| 1972    | Bucarest              | Carol Partos                            |
| 1973    | Bucarest              | Florin Gheorghiu                        |
| 1974    | Bucarest              | Aurel Urzicǎ                            |
| 1975    | Sinaia                | Victor Ciocâltea                        |
| 1976    | Timişoara             | Miha-Viorel Ghindǎ                      |
| 1977    | Sibiu                 | Florin Gheorghiu                        |
| 1978    | Herculane             | Miha-Viorel Ghindǎ                      |
| 1979    | Bucarest              | Victor Ciocâltea                        |
| 1980    | Bucarest              | Mihai Suba                              |
| 1981    | Bucarest              | Mihai Suba                              |
| 1982    | Bucarest              | Ovidiu Foisor                           |
| 1983    | Bucarest              | Miha-Viorel Ghindǎ                      |
| 1984    | Bucarest              | Florin Gheorghiu                        |
| 1985(1) | Bucarest              | Sergiu Henric Grünberg                  |
| 1985(2) | Timişoara             | Mihai Suba                              |
| 1986    | Sinaia                | Adrian Negulescu                        |
| 1987    | Predeal               | Florin Gheorghiu                        |
| 1988    | Predeal               | Mihail Marin                            |
| 1989    | Eforie                | Miha-Viorel Ghindǎ                      |
| 1990    | Olimp                 | Ioan Biriescu                           |
| 1991    |                       | Dragos Dumitrache                       |
| 1992    |                       | Andrei Istrăţescu                       |
| 1993    |                       | Liviu-Dieter Nisipeanu                  |
| 1994    |                       | Mihail Marin                            |
| 1995    |                       | Romeo Sorin Milu                        |
| 1996    | Herculane             | Liviu-Dieter Nisipeanu                  |
| 1997    |                       | Bela Badea                              |
| 1998    | Bucarest              | Bela Badea                              |
| 1999    | Iaşi                  | Constantin Ionescu Mihail Marin         |
| 2000    |                       | Iulian Sofronie                         |
| 2001    | Băile Tușnad          | Mircea Pârligras                        |
| 2002    | Curtea de Argés       | Liviu-Dieter Nisipeanu                  |
| 2003    | Satu Mare             | Mihai Grünberg                          |
| 2004    | Brașov                | Alin Berescu                            |
| 2005    | Băile Tuşnad          | Alin Berescu                            |
| 2006    | Predeal               | Vlad-Cristian Jianu                     |
| 2007    |                       | Constantin Lupulescu                    |
| 2008    | Cluj-Napoca           | Vladislav Nevednichy                    |
| 2010[1] | Baile Olanesti        | Constantin Lupulescu                    |
| 2011    | Sarata Monteoru       | Constantin Lupulescu                    |
| 2012    | Sarata Monteoru       | Vladislav Nevednichy                    |
| 2013    | Olanesti              | Constantin Lupulescu                    |
| 2014    | Târgu Mureș           | Vlad-Victor Barnaure                    |
| 2015[2] | Calimanesti           | Constantin Lupulescu                    |
| 2016[3] | Olanesti              | Mircea Pârligras                        |
| 2017    | Călimănești-Cǎciulata | Andrei Istrǎțescu                       |
| 2018    | Olǎnesti              | Tiberiu Georgescu                       |
| 2019    | Olǎnesti              | Lucian-Costin Miron                     |
| 2021    | Iași                  | Bogdan-Daniel Deac                      |
| 2022    | Eforie                | Mircea Pârligras                        |
| 2023    | Sebeș                 | Kirill Shevchenko                       |
| 2024    | Eforie                | Mircea Pârligras                        |

## Quadre d'honor femení
| Any     | Ciutat                | Guanyador                              |
| ------- | --------------------- | -------------------------------------- |
| 1936    | Bucarest              | Rodica Manolescu (nascuda Luţia)       |
| 1949    | Bucarest              | Lidia Habermann-Giuroiu                |
| 1950    | Brașov                | Iolanda Szathmary                      |
| 1951    | Brașov                | Maria Albuleţ                          |
| 1952    | Sibiu                 | Elena Grabovieţchi                     |
| 1953    | Satu Mare             | Lidia Giuroiu                          |
| 1954    | Bucarest              | Lidia Giuroiu                          |
| 1955    | Oradea                | Maria Albuleţ                          |
| 1956    | Cluj                  | Maria Albuleţ                          |
| 1957    | Ploieşti              | Rodica Manolescu                       |
| 1958    | Bucarest              | Lidia Giuroiu                          |
| 1959    | Bucarest              | Margareta Teodorescu                   |
| 1960    | Timişoara             | Alexandra Nicolau                      |
| 1961    | Bucarest              | Alexandra Nicolau                      |
| 1962    | Brașov                | Margareta Perevoznic                   |
| 1963    | Ploieşti              | Alexandra Nicolau                      |
| 1964    | Oradea                | Alexandra Nicolau                      |
| 1965    | Herculane             | Alexandra Nicolau                      |
| 1966    | Constanţa             | Elisabeta Polihroniade                 |
| 1967    | Arad                  | Gertrude Baumstark                     |
| 1968    | Oradea                | Margareta Teodorescu                   |
| 1969    | Piatra Neamţ          | Margareta Teodorescu                   |
| 1970    | Ploieşti              | Elisabeta Polihroniade                 |
| 1971    | Brașov                | Elisabeta Polihroniade                 |
| 1972    | Cluj                  | Elisabeta Polihroniade                 |
| 1973    | Brașov                | Alexandra Nicolau                      |
| 1974    | Timişoara             | Margareta Teodorescu                   |
| 1975    | Alexandria            | Elisabeta Polihroniade                 |
| 1976    | Piatra Neamţ          | Elisabeta Polihroniade                 |
| 1977    | Sinaia                | Elisabeta Polihroniade                 |
| 1978    | Mediaş                | Daniela Nuţu                           |
| 1979    | Satu Mare             | Daniela Nuţu                           |
| 1980    | Eforie                | Daniela Nuţu                           |
| 1981    | Herculane             | Gertrude Baumstark                     |
| 1982    | Mediaş                | Eugenia Ghindǎ                         |
| 1983    | Herculane             | Margareta Mureşan                      |
| 1984    |                       | Marina Pogorevici                      |
| 1985    | Herculane             | Margareta Mureşan                      |
| 1986    |                       | Ligia Jicman                           |
| 1987    |                       | Margareta Mureşan                      |
| 1988    |                       | Gabriela Olǎraşu                       |
| 1989    |                       | Gabriela Olǎraşu Cristina Adela Foisor |
| 1990    |                       | Mariana Ioniţa                         |
| 1991    |                       | Elena Luminita Radu-Cosma              |
| 1992    |                       | Elena Luminita Radu-Cosma              |
| 1993    |                       | Gabriela Olǎraşu                       |
| 1994    |                       | Corina Peptan                          |
| 1995    |                       | Corina Peptan                          |
| 1996    |                       | Gabriela Olǎraşu                       |
| 1997    |                       | Corina Peptan                          |
| 1998    |                       | Cristina Adela Foisor Ligia Jicman     |
| 1999    |                       | Gabriela Olǎraşu                       |
| 2000    |                       | Corina Peptan                          |
| 2001    |                       | Iulia Ionicǎ                           |
| 2002    |                       | Irina Ionescu Brandis                  |
| 2003    |                       | Gabriela Olǎraşu                       |
| 2004    |                       | Corina Peptan                          |
| 2005    |                       | Angela Dragomirescu                    |
| 2006    |                       | Ioana-Smaranda Pădurariu               |
| 2007    |                       | Corina Peptan                          |
| 2008    | Napoca                | Corina Peptan                          |
| 2009    | Eforie Nord           | Corina Peptan                          |
| 2010[1] | Baile Olanesti        | Elena-Luminita Cosma                   |
| 2011    | Sarata Monteoru       | Cristina Adela Foisor                  |
| 2012    | Sarata Monteoru       | Cristina Adela Foisor                  |
| 2013    | Olanesti              | Cristina Adela Foisor                  |
| 2014    | Târgu Mureș           | Corina Peptan                          |
| 2015[2] | Calimanesti           | Corina Peptan                          |
| 2016[3] | Olanesti              | Elena-Luminita Cosma                   |
| 2017    | Cǎlimănești-Cāciulata | Corina Peptan                          |
| 2018    | Olǎnești              | Irina Bulmaga                          |
| 2019    | Olǎnești              | Corina Peptan                          |
| 2021    | Iași                  | Alessia-Mihaela Ciolacu                |
| 2022    | Eforie                | Alessia-Mihaela Ciolacu                |
| 2023    | Sebeș                 | Miruna-Daria Lehaci                    |
| 2024    | Eforie                | Miruna-Daria Lehaci                    |

## Campions d'escacs per correspondència
1. Aurel Anton (1962-1963)
2. Sorin Firu (1963-1964)
3. Gheorghe Rotariu (1964-1965)
4. Mihai Suta (1965-1966)
5. Volodea Vaisman (1966-1967)
6. Valer Demian (1967-1968)
7. Volodea Vaisman (1968-1969)
8. Mihail Breazu (1969-1970)
9. Vasile Georgescu (1970-1971)
10. Mihail Breazu (1971-1972)
11. Vasile Georgscu (1972-1973)
12. Vasile Georgescu (1973-1974)
13. Carol Prohaska (1975-1976)
14. Nicolae Ene (1976-1977)
15. Nicolae Ene (1977-1978)
16. Helemer Hosszu (1978-1980)
17. Pamfil Nichitelea (1980-1982)
18. Calin Constantinescu (1981-1982)
19. Adrian Olteanu (1982-1984)
20. Zamfir Leca (1983-1985)
21. Pamfil Ionescu (1985-1986)
22. Eugen Popescu Sauoiu (1987-1988)
23. Dan Ivanciu (1988-1990)
24. Corneliu Miron (1989-1991)
25. Corneliu Miron (1991-1993)
26. Constantin Cusmir (1992-1994)
27. Severian Berbece (1993-1995)
28. Florea Hrituc (1994-1996)
29. Luliu Follert (1995-1997)
30. Dan Grosu (1996-1998)
31. Octavian Moise (1997-1999)
32. Aurelian Curin (1998-2000)
33. Constantin Dumitrascu (1999-2000)
34. Cristian Mayer (1999-2001)
35. Constantin Vasile (2000-2001)
36. Virgil Florescu (2001-2002)
37. Viorel Craciuneanu (2002-2003)
38. Constantin Enescu (2003-2005)
39. Constantin Enescu (2004-2006) [4]
40. Marius Zarnescu (2005-2007) [5]
41. Marius Zarnescu (2007-2009) [6]
42. Tiberiu Aninis (2008-2010) [7]
43. Cristian-Ion Epure (2009-2011) [8]
44. Viorel Calugaru, Cristian Campian (2005-2007) [9]
45. Ioan Calin Chiru (2006-2008) [10]
46. Ioan Calin Chiru (2008-2010) [11]
47. Liviu Neagu (2008-2010) [12]
48. Cristian-Ion Epure (2009-2011) [13]
49. Liviu Neagu (2010-2012) [14]
50. Cristian-Ion Epure (2011-2013) [15]
51. Adrian Pantazi (2012-2014) [16]
52. Florin Becsenescu (2013-2015) [17]
53. Liviu Neagu (2014-2016) [18]
54. Adrian Pantazi (2015-2017) [19]
55. Iulian Taras (2016-2018) [20]
56. Constantin Enescu, Dorin Bobarnac (2018-2020) [21]
57. Partenie Mihai (2019-2021) [22]
58. Cristian-Ion Epure (2020-2022) [23]
59. Cristian Campion (2021-2023) [24]
60. Cristian Campion (2021-2023) [25]
61. Cornel Matei (2022-2023) [26]
62. Liviu Neagu (2023-2024) [27]